# Cephalophus crusalbum
Cephalophus crusalbum або Білоногий дуїкер — вид парнокопитних ссавців родини Бикові (Bovidae). Це невелика антилопа, що живе в Габоні і Республіці Конго. Був описаний в 1978 році як підвид дуїкера Огілбі, вважаються окремими видами з 2011 року. Після того, як в 2011 році Колін Гроувс переглянув систематику копитних, вважається окремим видом, хоча деякі дослідники продовжують вважати його підвидом.

## Опис
Довжина тіла (разом з головою) становить від 96,5 до 104,1 см, хоча траплялись індивіди довжиною 145 см. Довжина хвоста становить від 13 до 16 см, а важить тварина близько 20 кг. Шерсть золотисто-коричнева. Задня частина тіла з крупом темніша за боки. Шия, груди і живіт сірі. На спині має широку чорну смугу шириною від 2,5 до 6 см; вона проходить від плечей до крупа, де звужується до 1 см і йде до кінчика хвоста. Окрім цієї чорної смуги, верхня частина хвоста золотисто-коричнева. На нижній стороні хвоста помітно довші білі волоски, а кінець хвоста складається з невеликого пучка золотисто-коричневих волосків, довжиною близько 7,5 см. Усі чотири ноги відносно довгі, білого кольору. Горло і нижня щелепа білі. Голова сіра з темно-коричневим чолом і чорною мордочкою. Над обома очима є чітке пасмо каштанового кольору. Вуха ззовні покриті поодинокими чорними волосками, а всередині- подібними білого кольору. У обох статей є роги; від 8,7 до 10,9 см у самців і близько 5 см у самок. Зубна формула - I 0/3-C 0/1-P 3/3-M 3/3 (× 2) = 32 загалом.